# Ritari-areena

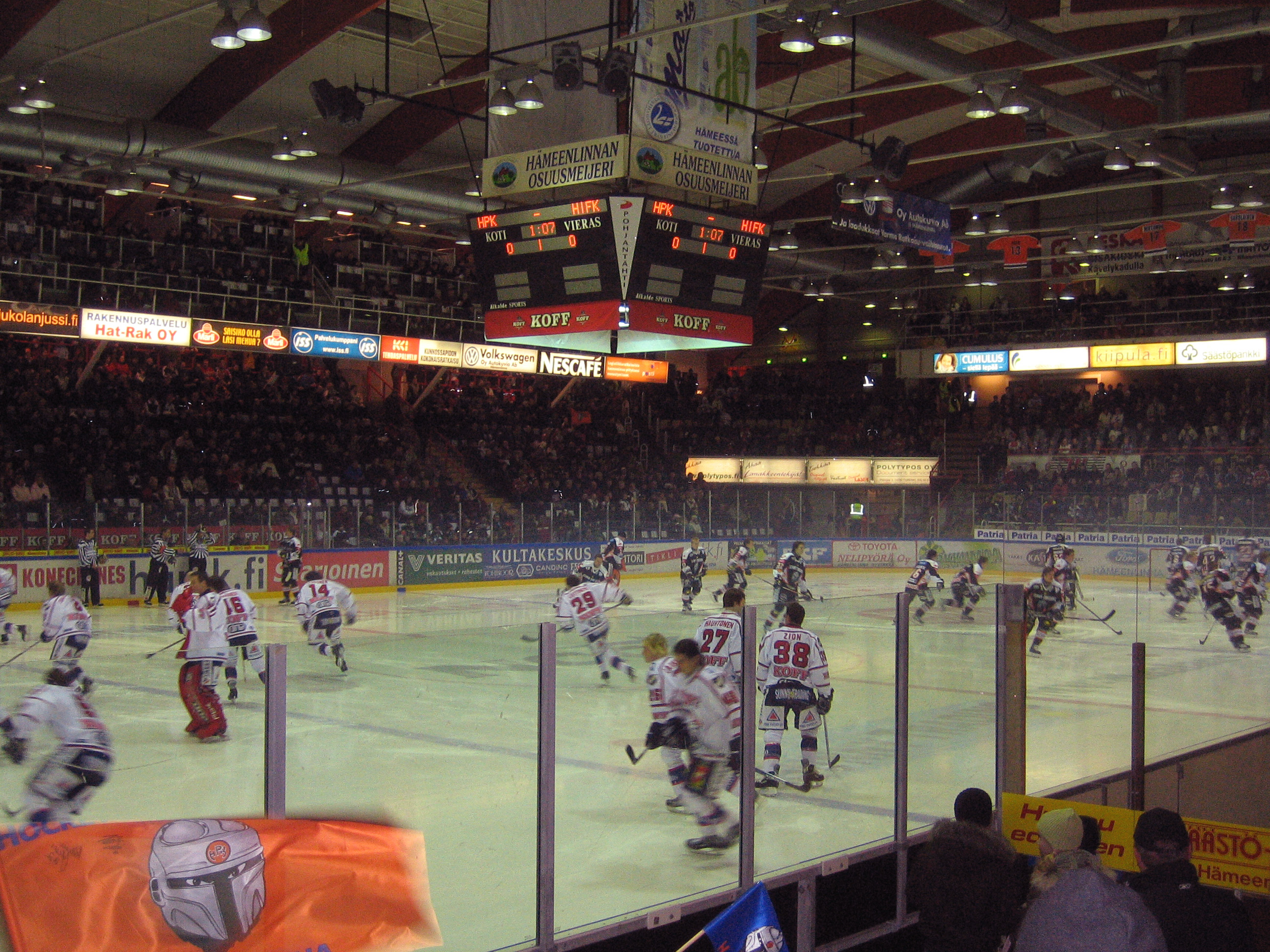
Spelers van HPK en HIFK warmen zich op in de Ritari-areena

De Ritari-areena (vroeger Patria-areena) is een ijshal in Rinkelinmäki, Hämeenlinna in Finland. De hal wordt voornamelijk gebruikt voor ijshockey en is de thuisbasis van ijshockeyclub HPK. De hal werd geopend in 1979 en gerenoveerd in 2008. Momenteel biedt de hal plaats aan 5360 personen.
Het Wereldkampioenschap ijshockey bij vrouwen werd in 2009 in Hämeenlinna georganiseerd.